# خلافة العمارنة
تُعد خلافة الملوك في نهاية الأسرة الثامنة عشرة المصرية القديمة موضوعًا يثير الكثير من الجدل والارتباك. هناك عدد قليل جدًا من السجلات المعاصرة التي يمكن الاعتماد عليها، بسبب طبيعة فترة العمارنة وحكم أخناتون وخلفائه والشركاء المحتملين في الحكم. من المعروف أن أخناتون حكم لمدة سبعة عشر عامًا، وكان يُعتقد سابقًا أنه في السنوات الثلاث أو الأربع الأخيرة من حكمه، كان لديه شريكان في الحكم: سمنخ كا رع، الذي كان من المحتمل أن يكون شقيقه أو ابنه، ونفرتيتي، التي كانت إما إحدى بناته أو زوجته الملكية العظمى نفرتيتي. من غير المعروف ترتيب خلافتهما، ولم تدم أي من فترات حكمهما طويلاً، حيث تبع توت عنخ آمون أخناتون بعد وفاة الأخير بفترة وجيزة.
آخر ظهور مؤرخ لأخناتون وعائلته في قبر مري رع الثاني، ويعود تاريخه إلى الشهر الثاني من السنة الثانية عشرة من حكمه.  بعد ذلك، تصبح السجلات التاريخية غير واضحة، ولا تتضح الأمور إلا مع خلافة توت عنخ آمون.
ومع ذلك، فقد تم التشكيك في نظرية الحكم المشترك بعد إعلان اكتشاف نقش مؤرخ بالعام 16، الشهر الثالث من فصل الفيضان، اليوم 15 من حكم أخناتون، يذكر وجود الملكة نفرتيتي في سطره الثالث.  النص المكون من خمسة أسطر والذي يصعب قراءته، عُثر عليه في محجر الحجر الجيري في دير البرشا، يذكر مشروع بناء في العمارنة، العاصمة السياسية لمصر في عهد أخناتون، وتم فك شفرته ونشره من قبل أثينا فان دير بير في مقال عام 2014.  يعني هذا أن نفرتيتي كانت لا تزال زوجة أخناتون في السنة السادسة عشرة من حكمه؛ ومن ثم، يمكن أن يكون سمنخ كا رع ونفرتيتي قد خلفا العرش في السنة السادسة عشرة لأخناتون في حكم مشترك قصير لمدة تسعة أشهر أو كان لهما حكم مستقل دام حوالي سنتين كاملتين بعد وفاة هذا الملك.
انقرض الخط الملكي للأسرة بوفاة توت عنخ آمون، حيث يُعتقد أن الجنينين المدفونين في قبره كانا ابنتيه، وفقًا لتحقيق أجري في عام 2008. 